# Antergos
Antergos était une distribution Linux basée sur Arch Linux. Elle utilisait l'environnement de bureau GNOME 3 par défaut, mais peut aussi employer le bureau Cinnamon, MATE, KDE Plasma 5, Deepin, et Xfce. Elle est parue en juillet 2012 en tant que Cinnarch et en mai 2013, elle était classée dans le top 30 des distributions les plus populaires à DistroWatch. Le mot galicien Antergos (qui signifie les ancêtres) a été choisi pour « relier le passé au présent ».

## Histoire et développement
Initialement, le projet a commencé sous le nom de Cinnarch, et l'environnement de bureau utilisé par cette distribution était Cinnamon, un fork de GNOME Shell développé par l'équipe Linux Mint. En avril 2013, l'équipe changea d’environnement de bureau de Cinnamon vers GNOME 3.6, à cause de la difficulté de garder Cinnamon à jour (dont ce n'était pas la priorité de rester compatible avec les dernière librairies GTK) avec le roulement de mises à jour Arch Linux. La distribution a donc été renommé Antergos et publié sous le nouveau nom, en mai 2013,,.
D'autres changements dans la configuration par défaut du système incluent: Nautilus, en remplacement du gestionnaire de fichiers Nemo, GDM en remplacement de MDM (Menthe Display Manager) comme gestionnaire de bureau et Empathy en remplacement de Pidgin comme client de messagerie.
Depuis la version 2014.05.26, Antergos est en partenariat avec le projet Numix, afin d'apporter des icônes Numix et un thème Numix-Frost pour le système d'exploitation.
Le 7 mars 2015, un ISO « Antergos Minimal » a été mis à disposition, en fournissant uniquement les composants nécessaires au programme d'installation pour fonctionner.

## Installation
Antergos supporte l'installateur graphique Cnchi. Le programme d'installation démarre dans l'environnement de bureau GNOME, mais lors de l'installation, il donne la possibilité de choisir entre GNOME 3, Cinnamon, MATE, KDE Plasma 5, Xfce, Deepin et Openbox. Une connexion réseau est nécessaire pour commencer l'installation et pour mettre automatiquement à jour le programme d'installation Cnchi avant l'installation.

## Fin du projet
Le 21 mai 2019, les responsables du projet, Dustin, Alex, & Gustau annoncent la fin des développements d'Antergos.
Directement dans la continuité de cette annonce fut fondé le projet EndeavourOS par d'anciens participants à Antergos, avec quelques différences techniques (usage de l'installateur Calamares) et de philosophie (maintenance via un terminal plutôt que par un outil graphique).